# 越南共和國總理
越南共和國總理，又稱越南共和國首相，是越南共和國政府內閣的最高行政首長。根據第二共和國時期的憲法，總理由總統任命，並負責執行總統的決策。
越南共和國總理這一職位的前身是越南國首相。該職位設立於1949年，由越南國國家元首保大任命，並向保大負責。1955年後，第一共和國的總統吳廷琰廢除了這個職位。
1963年吳廷琰被推翻後，由軍人臨時委員會任命臨時總理。1965年，阮高奇將軍擔任中央行政委員會主席（Chủ tịch Ủy ban Hành pháp Trung ương）直至1967年。根據第二共和國時期的憲法第67條，總理是越南共和國政府及行政機構的最高首長，由總統任命，並負責執行總統的決策。

## 越南共和國總理
| 代數 | 姓名   | 照片 | 任期                         | 職位               |
| ---- | ------ | ---- | ---------------------------- | ------------------ |
| 1    | 阮玉書 |      | 1963年11月6日－1964年1月30日 |                    |
| 2    | 阮慶   |      | 1964年2月8日－1964年8月29日  |                    |
| 3    | 阮春瑩 |      | 1964年8月29日－1964年9月3日  |                    |
| 4    | 阮慶   |      | 1964年9月3日－1964年11月4日  |                    |
| 5    | 陳文香 |      | 1964年11月4日－1965年1月27日 |                    |
| 6    | 阮春瑩 |      | 1965年1月27日－1965年2月15日 |                    |
| 7    | 潘輝括 |      | 1965年2月16日－1965年6月5日  |                    |
| 8    | 阮高奇 |      | 1965年6月19日－1967年9月1日  | 行政中央委員會主席 |
| 9    | 阮文祿 |      | 1967年9月1日－1968年5月17日  |                    |
| 10   | 陳文香 |      | 1968年5月28日－1969年9月1日  |                    |
| 11   | 陳善謙 |      | 1969年9月1日－1975年4月4日   |                    |
| 12   | 阮伯瑾 |      | 1975年4月5日－1975年4月24日  |                    |
| 13   | 武文牡 |      | 1975年4月28日－1975年4月30日 |                    |